# Cleitamoides kerteszi
Cleitamoides kerteszi är en tvåvingeart som först beskrevs av Friedrich Georg Hendel 1914.  Cleitamoides kerteszi ingår i släktet Cleitamoides och familjen bredmunsflugor. Inga underarter finns listade i Catalogue of Life.